# Сијего де Авила
Сијего де Авила (шп. Ciego de Ávila) је град на Куби у покрајини Ciego de Ávila. Према процени из 2011. у граду је живело 122.596 становника.

## Становништво
Према процени, у граду је 2011. живело 122.596 становника.
| 1991.   | 2011.   |
| ------- | ------- |
| 104.060 | 122.596 |